# Resolutie 749 Veiligheidsraad Verenigde Naties
Resolutie 749 van de Veiligheidsraad van de Verenigde Naties werd op 7 april 1992 unaniem aangenomen. De resolutie stemde in met een zo snel mogelijke ontplooiing van de UNPROFOR-missie.

## Achtergrond
In 1980 overleed de Joegoslavische leider Tito, die decennialang de bindende kracht was geweest tussen de zes deelstaten van het land. Na zijn dood kende het nationalisme een sterke opmars, en in 1991 verklaarden verschillende deelstaten zich onafhankelijk. Hierdoor ontstond een burgeroorlog met minderheden in de deelstaten die tegen onafhankelijkheid waren en het Volksleger. In 1992 werd de UNPROFOR-macht gestuurd, die onder meer de VN-veilige gebieden moesten beveiligen.

## Inhoud
De Veiligheidsraad:
- bevestigt de resoluties 713, 721, 724, 727, 740 en 743;
- neemt nota van het rapport van de secretaris-generaal van 2 april 1991;
- herinnert aan zijn verantwoordelijkheid voor de internationale vrede en veiligheid onder het Handvest van de Verenigde Naties;
- verwelkomt de vooruitgang in de oprichting van de VN-Beschermingsmacht (UNPROFOR) en de contacten die de secretaris-generaal onderhoudt met alle partijen voor het staakt-het-vuren;
- is bezorgd over de dagelijkse schendingen van het staakt-het-vuren en de blijvende spanningen in een aantal regio's, Zelfs na de komst van UNPROFOR;

1. keurt het rapport goed;
2. besluit toe te staan dat UNPROFOR zo snel mogelijk volledig ingezet wordt;
3. dringt er bij de betrokkenen op aan hun bijdrage aan UNPROFOR te maximaliseren, zodat de operatie zo efficiënt en kosteneffectief mogelijk is;
4. dringt er verder op aan te zorgen dat UNPROFOR volledige bewegingsvrijheid in de lucht krijgt;
5. roept op om niet tot geweld over te gaan, vooral in gebieden waar UNPROFOR gestationeerd is;
6. doet een oproep aan alle partijen in Bosnië-Herzegovina om samen te werken met de Europese Gemeenschap aan het staakt-het-vuren en de onderhandelingen.

## Verwante resoluties
- Resolutie 740 Veiligheidsraad Verenigde Naties
- Resolutie 743 Veiligheidsraad Verenigde Naties
- Resolutie 760 Veiligheidsraad Verenigde Naties
- Resolutie 762 Veiligheidsraad Verenigde Naties

Lijst ·  726 ·  727 ·  728 ·  729 ·  730 ·  731 ·  732 ·  733 ·  734 ·  735 ·  736 ·  737 ·  738 ·  739 ·  740 ·  741 ·  742 ·  743 ·  744 ·  745 ·  746 ·  747 ·  748 ·  749 ·  750 ·  751 ·  752 ·  753 ·  754 ·  755 ·  756 ·  757 ·  758 ·  759 ·  760 ·  761 ·  762 ·  763 ·  764 ·  765 ·  766 ·  767 ·  768 ·  769 ·  770 ·  771 ·  772 ·  773 ·  774 ·  775 ·  776 ·  777 ·  778 ·  779 ·  780 ·  781 ·  782 ·  783 ·  784 ·  785 ·  786 ·  787 ·  788 ·  789 ·  790 ·  791 ·  792 ·  793 ·  794 ·  795 ·  796 ·  797 ·  798 ·  799